# Domanice (Mazovie)
Pour les articles homonymes, voir Domanice.
Domanice (prononciation : [dɔmaˈnit͡sɛ]) est un village polonais de la gmina de Domanice dans le powiat de Siedlce de la voïvodie de Mazovie dans le centre-est de la Pologne.
Le village est le siège administratif (chef-lieu) de la gmina appelée gmina de Domanice.
Il se situe à environ 17 kilomètres au sud-ouest de Siedlce (siège du powiat) et à 83 kilomètres à l'est de Varsovie (capitale de la Pologne).
Le village comptait approximativement une population de 307 habitants en 2010.

## Histoire
De 1975 à 1998, le village appartenait administrativement à la voïvodie de Siedlce.

Depuis 1999, il appartient administrativement à la voïvodie de Mazovie